# チビっ子猛語録
『チビっ子猛語録』（チビっこもうごろく、デンマーク語: Den Lille Røde Bog For Skoleelever、英語: The Little Red Schoolbook / The Little Red Book For School Pupils）は、デンマークの教師であったセーレン・ハンセン (Søren_Hansen)とボ・ダン・アンデルセン (Bo Dan Andersen) に、著作家ジャスパー・ジェンセンが加わった共著により、1969年に出版された書籍。本書は、出版当初から多くの論争を呼び、1970年代はじめには多くの言語に翻訳された。
毛沢東の「小さな赤い本」（デンマーク語: Maos lille røde：『毛主席語録』のこと）に着想を得た本書は、薬物、酒、タバコなどについても触れており、出版当時には多くの批判を受け、いくつかの国々で発禁処分となった。この本の外観、装丁や型式は、『毛語録』に基づいていた。
原著のデンマーク語版は、10万部が売れたとされるが、当時のデンマークの人口は、わずか 500万人足らずであった。
なお、後述の日本語版を含め、著者をハンセンとジェンセンの2名とし、アンデルセンが言及されない場合もある。

## 内容
本書は、子どもたちに、社会的規範に疑問を持つことを勧め、それを実践する方法を教えている。200ページのうち、20ページは性行為に関するもので、30ページは酒やタバコを含めた薬物に関する内容である。その他には、「張子の虎」としての大人、教師の職務上の義務、しつけ、試験、インテリジェンス、様々な学校の形態などが取り上げられている。

## 各国における批判と受容
本書の内容や、それが狙っていた読者層が学校に通う子どもたちであったことに対して、様々な国の政治家たちは、本書が社会の道徳的な仕組みを脅かし、学校における無秩序状態を引き起こすのではないかと危惧し、本書を批判した。フランスやイタリアでは、本書は禁書とされた。

### スイス
スイスでは、ベルン州の政治家ハンス・マルティン・ズーターマイスターが、本書に反対するキャンペーンを展開した。彼は、この本のスイス国内への導入を阻止することに一時的に成功し、この本の輸入は一時的に禁止された。その後、連邦検察庁の捜査で、この小冊子には国家にとって危険とされる内容は含まれていないことが明らかになったにもかかわらず、ベルンの警察当局は、専門家の意見に基づき、「未成年者を危険にさらす」という理由で仮押収を命じた。
しかし、その後の論争を経て、ズーターマイスターの政治的経歴は終わってしまい、スイスの首都ベルンにおける学校を統括する役職を失った上、所属していた政党 Der Landesring der Unabhängigen (LdU)（無所属者協会）の分裂を引き起こして、しばらくの間、党勢を退潮させてしまった。

### オーストリア
オーストリアでは、近年でも本書の改訂版が、オーストリア社会民主党 (SPÖ) 傘下の批判的学生行動 (Aktion kritischer Schüler_innen) によって配布されている。2003年版の序文には次のように記されている。

あの小さな赤い学生本が出版されてから33年が経ったが、学校に関して、これほど正確で、簡潔にまとめられた書籍やパンフレットはほとんど存在しない。おそらくこれは、学校の本質がほとんど変わっていないという事実に起因しているのであろう。

Über die schule gibt es jedoch 33 jahre nach dem erscheinen des kleinen roten schülerbuches kaum treffendere und gleichzeitig simpler formulierte bücher und broschüren. Vielleicht liegt das auch daran, dass sich in den wesentlichsten fragen kaum etwas am charakter der schule verändert hat.

### イギリス
本書は1970年に、イングランド在住のノルウェー人であったベリト・ムーア (Berit Moore) によって英語に翻訳された。
この英語版は、当初は1972年4月にダブリンのフィルムバンク出版社 (Filmbank Publications) によってアイルランドで刊行され、同年4月28日に出版検閲委員会 (the Censorship Publications Board) が禁止措置を出すまで入手可能であった。
イギリスでは、キリスト教倫理活動家メアリー・ホワイトハウスが本書に反対し、公訴局長官に宛てて告発の書簡を送ったが、すでにその時点で当局は動き始めていた。『デイリー・テレグラフ (Daily Telegraph)』紙は、1971年3月29日付の記事で、彼女の言葉を引用し、彼女の考えでは、この本は「デンマークで、「数えきれないほどの害悪」を子どもたちに引き起こしてきた (had caused 'incalculable harm' to children" in Denmark)」とし、本書は「最も放縦な態度を、当たり前のことにしてしまう (normalises the most licentious behaviour)」のだと断じた。ロス・マクワーターは、『ガーディアン (The Guardian)』紙へ寄せた書簡の中で、本書の「本当の問題点 (the real issue)」は、その誘惑に満ちた本質にあると述べた。
イギリスで本書を出版したリチャード・ハンディサイド (Richard Handyside) の事務所には、各地で警察の捜索が入り、わいせつ出版物法 (Obscene Publications Act) 違反の咎で起訴され、有罪とされた。裁判で、検察側証人となった女性校長のエリザベス・マナーズ (Elizabeth Manners) は、「女の子にとって自慰行為は無害だと言うのは本当ではなく、自慰行為の軽い快感に慣れてしまった女の子は、完全な性交に適応するのが非常に難しくなります。これは検討を要する点ですが、私は事実であると考えています (It is not true to say that masturbation for girls is harmless, since a girl who has become accustomed to the shallow satisfactions of masturbation may find it very difficult to adjust to complete intercourse. This should be checked, but I believe it to be a fact)」と述べた。控訴審においても、ハンディサイド側は本書の発行が公共の利益になることを示していない、として、原判決が支持された。この一件は、欧州人権裁判所に持ち込まれ、ハンディサイド対連合王国事件 (Handyside v United Kingdom) として知られることになった。イギリスにおける検閲措置は1976年に欧州人権裁判所によっても追認され、同時に表現の自由の範囲は以前よりも明確に限定された。
いずれにせよ、イギリス政府は、法廷において批判された一部の記述を修正ないし削除した、検閲された第2版の出版には許可を与えた。
この問題は、2008年に英国放送協会 (BBC) の BBC Radio 4 によるドキュメンタリーで取り上げられ、ジョリョン・ジェンキンスが制作し、案内役も務めた。また、2009年に出版された ピーター・ヒッチェンズの書籍『The Broken Compass: How British Politics Lost its Way』においても、批判的に検討されている。
2014年7月には、イギリスで、1箇所だけ僅かな削除をおこなっただけの、本書の無修正版が刊行された。

### オーストラリア / ニュージーランド
オーストラリアのクイーンズランド州でも、1972年のクイーンズランド州文学評価委員会 (the Queensland Literature Board of Review) の決定によって、この本は禁書とされた。オーストラリア版の『The Little Red Schoolbook』には、ベアトリス・ファウストが深く関わっていた。ニュージーランドでは、若干の「倫理上の激怒 (moral outrage)」を引き起こしはしたものの、本書は禁止されなかった。

### 日本
日本語版は、原著であるデンマーク語版に基づきつつ、一部を省き、別の一部を原著者の了解の上で加筆する形を取り、1972年に出版された。著者はS・ハンセンとJ・ジェンセンの2名と記された。
訳者の石渡利康と三谷茉沙夫は、「あとがき」で「この本は、読み方によっては徹底的なセックス指導書であり、ヤル気のない先生への告発の書であり、無責任な体制に対する痛烈な批判であり、同時に恐るべき造反のテキストでもある」と述べている。